# 음력 7월 26일
음력 7월 26일은 음력 7월의 26번째 날이다.

## 사건
- 1846년 - 조선 최초의 가톨릭 사제 김대건이 새남터에서 순교 처형되다.
- 1910년 - 일본, 대한매일신보를 강제 인수하여 매일신보로 이름을 변경함.

## 문화
- 1994년 - 분당선 수서 ~ 오리 구간 개통.

## 탄생
- 1970년
  - 대한민국의 희극인 박명수.
  - 대한민국의 희극인 김현철.
- 1988년 - 대한민국의 배우 김윤지.

## 사망
- 1846년 - 조선의 가톨릭 신부 김대건.

## 같이 보기
- 음력 360일: 1월 2월 3월 4월 5월 6월 7월 8월 9월 10월 11월 12월
- 전날:7월 25일 다음날:7월 27일 - 전달:6월 26일 다음달:8월 26일
- 양력:7월 26일
- 음력, 윤달